# Bromley Football Club
Il Bromley Football Club è la squadra di calcio di Bromley, sobborgo di Londra, militante in League Two. Le partite casalinghe vengono disputate all'Hayes Lane.

## Storia
Fondato nel 1892, nei primi anni di vita risultò affiliato a numerose leghe dilettantistiche, tra le quali la South London League e la Kent League. In particolare, all'indomani della prima guerra mondiale il club entrò in Athenian League, che vinse nel 1923, e più tardi approdò alla Isthmian League. Molto più recentemente, la stagione 2004-2005 è ricordata dai tifosi per due belle vittorie in FA Cup ai danni di Fisher Athletic e Sutton United. Nella stagione 2014-2015 il club vincendo la National League South ha conquistato la promozione in National League (quinta divisione e più alto livello calcistico inglese al di fuori della Football League). Nella stagione 2017-2018 ha raggiunto (e perso) la finale di FA Trophy, rifacendosi però nella stagione 2021/2022.
Nella stagione 2023-2024 ha conquistato un terzo posto in classifica (suo miglior risultato di sempre) in National League, venendo poi promosso in seguito alla vittoria dei play-off in Football League Two: in questo modo ha per la prima volta in 132 anni di storia ottenuto il diritto a partecipare ad un campionato della Football League.

## Allenatori
- Dave Swindlehurst (1989-1990)
- Simon Osborn (2008)
- Andy Woodman (2021-)

## Statistiche e record
- Miglior risultato in FA Cup: secondo turno (1937-1938, 1938-1939, 1945-1946)

## Rosa 2024-2025
| N. |                        | Ruolo | Calciatore      |
| -- | ---------------------- | ----- | --------------- |
| 1  | Inghilterra (bandiera) | P     | Grant Smith     |
| 2  | Inghilterra (bandiera) | D     | Callum Reynolds |
| 3  | Inghilterra (bandiera) | D     | Deji Elerewe    |
| 4  | Grenada (bandiera)     | D     | Ashley Charles  |
| 5  | Inghilterra (bandiera) | D     | Omar Sowunmi    |
| 6  | Inghilterra (bandiera) | D     | Carl Jenkinson  |
| 7  | Inghilterra (bandiera) | C     | Josh Passley    |
| 8  | Inghilterra (bandiera) | C     | Lewis Leigh     |
| 9  | Inghilterra (bandiera) | A     | Michael Cheek   |
| 10 | Inghilterra (bandiera) | A     | Marcus Dinanga  |
| 11 | Inghilterra (bandiera) | A     | Louis Dennis    |
| 12 | Scozia (bandiera)      | C     | Sam Long        |

| N. |                        | Ruolo | Calciatore       |
| -- | ---------------------- | ----- | ---------------- |
| 16 | Inghilterra (bandiera) | D     | Kamarl Grant     |
| 17 | Inghilterra (bandiera) | D     | Byron Webster    |
| 18 | Inghilterra (bandiera) | A     | Corey Whitely    |
| 19 | Inghilterra (bandiera) | A     | Levi Amantchi    |
| 20 | Inghilterra (bandiera) | C     | Jude Arthurs     |
| 22 | Galles (bandiera)      | C     | Cameron Congreve |
| 25 | Inghilterra (bandiera) | D     | Danny Imray      |
| 29 | Inghilterra (bandiera) | A     | Olufela Olomola  |
| 30 | Inghilterra (bandiera) | D     | Idris Odutayo    |
| 32 | Inghilterra (bandiera) | C     | Ben Thompson     |
| 44 | Galles (bandiera)      | A     | Josh Thomas      |
|    | Inghilterra (bandiera) | P     | David Aziaya     |

## Palmarès

### Competizioni nazionali
- National League South: 1

2014-2015
- Athenian League: 3

1922-1923, 1948-1949, 1950-1951
- FA Amateur Cup: 3

1910-1911, 1937-1938, 1948-1949
- Isthmian League: 4

1908-1909, 1909-1910, 1953-1954, 1960-1961
- FA Trophy: 1

2021-2022

### Competizioni regionali
- Kent Amateur Cup: 12

1907-1908, 1931-1932, 1935-1936, 1936-1937, 1938-1939, 1946-1947, 1948-1949, 1950-1951, 1952-1953, 1953-1954, 1954-1955, 1959-1960
- Kent Floodlight Trophy: 1

1978-1979
- Kent Senior Cup: 6

1949-1950, 1976-1977, 1991-1992, 1996-1997, 2005-2006, 2006-2007
- London Challenge Cup

1995-1996
- London League: 1

1896-1897
- London Senior Cup: 4

1909-1910, 1945-1946, 1950-1951, 2002-2003
- South London League: 1

1985-1986
- South Thames Cup: 1

1955-1956
- Spartan League: 1

1907-1908

### Competizioni giovanili
- Kent Junior Cup: 1

1893-1894

### Altri piazzamenti
- National League:

Terzo posto: 2023-2024
- National League South:

Terzo posto: 2013-2014
- Isthmian League:

Secondo posto: 1952-1953, 1955-1956, 2006-2007
Terzo posto: 1954-1955, 1956-1957
- FA Trophy:

Semifinalista: 2023-2024
- London Senior Cup:

Finalista: 1922-1923, 1959-1960, 1984-1985